# Église Saint-André d'Essises
L'église Saint-André est une église située à Essises, en France.

## Localisation
L'église est située sur la commune d'Essises, dans le département de l'Aisne.

## Historique
Le monument est classé au titre des monuments historiques en 1921.